# Maison de Živan Maričić à Žiča
La maison de Živan Maričić à Žiča (en serbe cyrillique : Кућа народног хероја Живана Маричића у Жичи ; en serbe latin : Kuća narodnog heroja Živana Maričića u Žiči) se trouve à Žiča, sur le territoire de la ville de Kraljevo et dans le district de Raška, en Serbie. Elle est inscrite sur la liste des monuments culturels protégés de la république de Serbie (identifiant no SK 196),.

## Présentation
Le héros national Živan Maričić (1911-1943) est né et a vécu dans cette maison ; pendant la Seconde Guerre mondiale, il a été commandant du quatrième bataillon de Kraljevo. Une plaque commémorative, placée sur un pilier près de la maison, évoque le héros. De la maison elle-même il ne subsiste que les fondations.